# Das wissenschaftlich-religionspädagogische Lexikon im Internet
Das Wissenschaftlich-Religionspädagogische Lexikon (WiReLex, gesprochen engl. „wirelex“) ist ein frei im Internet zugängliches wissenschaftliches Lexikon zu religionspädagogischen Stichworten. Die Artikel stammen von mehr als 60 Wissenschaftlern oder Fachleuten für das jeweilige Fachgebiet.
Das Lexikon wird durch zehn ökumenisch besetzte Herausgeber-Teams unter der Leitung der Professorinnen für Religionspädagogik Mirjam Zimmermann (Universität Siegen) und Heike Lindner (Universität Köln) konzipiert und betreut. Unterstützung erfährt das Projekt durch die Deutsche Bibelgesellschaft (DBG) und das Comenius-Institut in Münster. Zielgruppe sind Personen, die mit religiöser Bildung und Erziehung zu tun haben, wie Religionslehrer, Gemeindepädagogen, Pfarrer, Theologiestudenten sowie -dozenten. Die Themen des Lexikons werden aus der Sicht der Pädagogik und Didaktik religiöser Lern- und Bildungsprozesse dargestellt, wobei nicht nur Fachinhalte nachschlagen werden können, sondern auch Impulse zur Weiterarbeit zu finden sind. Die Artikel in WiReLex vermitteln theoriegeleitete Informationen zu aktuellen, didaktisch und methodisch reflektierten Praxismodellen aus den Bereichen Religionsunterricht, Kindergottesdienst, Gemeinde-Jugendarbeit und Gemeindeunterricht für Kinder (Kommunionskindern, Konfirmanden, Firmlingen), der Erwachsenenbildung und der Altenarbeit.
WiReLex ging nach zweijähriger Vorbereitungszeit am 2. Februar 2015 mit ca. 100 Artikeln online. Jeweils im Februar wird das Lexikon teilaktualisiert und durch neue Artikel erweitert. Derzeit (Stand 2019) sind 450 Artikel verfügbar. WiReLex knüpft an das Lexikon der Religionspädagogik (LexRP) an und führt dieses weiter.